# Гудрич, Гейл
Гейл Чарльз Гудрич-младший (англ. Gail Charles Goodrich Jr.; родился 23 апреля 1943 года, Лос-Анджелес, штат Калифорния) — американский профессиональный баскетболист, выступавший в Национальной баскетбольной ассоциации за команды «Лос-Анджелес Лейкерс», «Финикс Санз» и «Нью-Орлеан Джаз». Играл на позициях атакующего и разыгрывающего защитника. В 1972 году стал чемпионом НБА в составе «Лейкерс», пять раз участвовал в матчах всех звёзд НБА. За ним в командах Калифорнийского университета в Лос-Анджелесе «УКЛА Брюинз» и «Лос-Анджелес Лейкерс» навсегда закреплён номер 25. Член Зала славы баскетбола с 1996 года.

## Ранние годы
Гейл Гудрич перенял любовь к баскетболу от своего отца, Гейла-старшего, в своё время успешно игравшего за команду университета Южной Калифорнии. Гудрич был левшой, имел рост всего 185 см, а весил он около 77 кг, при этом его любимым приёмом был прорыв мимо более высоких противников под кольцо, откуда совершался бросок или передача. После окончания политехнической школы имени Джона Фрэнсиса в Сан-Вэлли Гейл поступил в Калифорнийский университет в Лос-Анджелесе (УКЛА). В студенческой команде «УКЛА Брюинз» уже имелся высококлассный защитник Уолт Хаззард, поэтому тренер Джон Вуден попросил Гудрича больше играть без мяча.
В третьем студенческом сезоне команда «УКЛА», состоявшая сплошь из невысоких игроков, благодаря скоростной игре в атаке и агрессивному прессингу доминировали в чемпионате на протяжении всего сезона, при 30 победах не потерпев ни одного поражения. В финальной игре против университета Дьюка Гудрич набрал 27 очков. В следующем сезоне Гейл перенял функции разыгрывающего от окончившего университет и ушедшего в НБА Хаззарда. Он вновь привёл «Брюинз» к победе в чемпионате, на этот раз в финале был обыгран Мичиганский университет, а сам Гудрич набрал 42 очка. В последнем сезоне Гейл в среднем за игру набирал 24,8 очков и был включён в символическую сборную лучших игроков студенческого чемпионата.

## НБА
В 1965 году Гудрич был выбран на территориальном драфте НБА клубом «Лос-Анджелес Лейкерс», хотя многие считали его слишком хрупким для игры на профессиональном уровне. Партнёр Гейла по «Лейкерс» Элджин Бэйлор даже придумал новичку шутливое прозвище «Коротышка» (англ. Stumpy). Гудрич три года провёл в составе клуба из Лос-Анджелеса, с каждым сезоном становясь всё более важным игроком команды. В 1968 году клуб «Финикс Санз» выбрал Гейла на драфте расширения. Хотя в сезоне 1968/1969 «Санз» одержали лишь 16 побед, игра Гудрича вышла на гораздо более высокий уровень. В среднем за игру он набирал 23,8 очков и делал 6,4 передач, а в 1969 году получил своё первое приглашение на матч всех звёзд. Со следующего сезона партнёрами Гудрича стали Конни Хокинс и Пол Сайлас, заметно усилившие «Финикс». Хотя результативность Гейла несколько уменьшилась, он стал отдавать больше результативных передач и вышел на пятое место в лиге по этому показателю.
В мае 1970 года «Лейкерс» вернули Гудрича в команду, отдав за него «Финиксу» Мела Каунтса. В Лос-Анджелесе к тому времени уже подобрался мощный состав, включавший Джерри Уэста, Уилта Чемберлена, Хэппи Хейрстона и бывшего партнёра Гудрича по «Брюинз», Кита Эриксона. Гудрич и Уэст образовали одну из сильнейших задних линий в истории НБА. В сезоне 1971/1972 «Лейкерс» установили рекорд лиги, одержав 69 побед в регулярном сезоне, кроме того, они выдали также рекордную серию из 33 побед подряд. Вклад Гудрича в этот результат заключался в 17,5 очков в среднем за игру. В том же сезоне «Лейкерс» выиграли чемпионский титул. На протяжении следующих четырёх сезонов Гудрич был главным «снайпером» Лейкерс и неизменно входил в десятку лучших в лиге.
В июле 1976 года ставший свободным агентом Гудрич перешёл в команду «Нью-Орлеан Джаз», за которую отыграл ещё три сезона, после чего завершил карьеру. Всего в НБА он сыграл 1031 игру и набрал 19181 очко (18,6 в среднем за игру). Пять раз — в 1969 и с 1972 по 1975 годы — он участвовал в матчах всех звёзд НБА, в 1974 году был включён в первую сборную всех звёзд НБА. В 1996 году Гудрич был включён в Зал славы баскетбола, а его 25-й номер был увековечен «Лейкерс» и навсегда закреплён за ним.

## Статистика

### Статистика в НБА
| Сезон                                                                                    | Команда         | Регулярный сезон | Регулярный сезон | Регулярный сезон | Регулярный сезон | Регулярный сезон | Регулярный сезон | Регулярный сезон | Регулярный сезон | Регулярный сезон | Регулярный сезон | Регулярный сезон | Серия плей-офф | Серия плей-офф | Серия плей-офф | Серия плей-офф | Серия плей-офф | Серия плей-офф | Серия плей-офф | Серия плей-офф | Серия плей-офф | Серия плей-офф | Серия плей-офф |
| Сезон                                                                                    | Команда         | GP               | GS               | MPG              | FG%              | 3P%              | FT%              | RPG              | APG              | SPG              | BPG              | PPG              | GP             | GS             | MPG            | FG%            | 3P%            | FT%            | RPG            | APG            | SPG            | BPG            | PPG            |
| ---------------------------------------------------------------------------------------- | --------------- | ---------------- | ---------------- | ---------------- | ---------------- | ---------------- | ---------------- | ---------------- | ---------------- | ---------------- | ---------------- | ---------------- | -------------- | -------------- | -------------- | -------------- | -------------- | -------------- | -------------- | -------------- | -------------- | -------------- | -------------- |
| 1965/66                                                                                  | Лейкерс         | 65               |                  | 15,5             | 40,4             |                  | 69,1             | 2,0              | 1,6              |                  |                  | 7,8              | 11             |                | 26,4           | 46,7           |                | 67,4           | 3,8            | 3,0            |                |                | 10,5           |
| 1966/67                                                                                  | Лейкерс         | 77               |                  | 23,1             | 45,4             |                  | 75,1             | 3,3              | 2,7              |                  |                  | 12,4             | 3              |                | 27,0           | 35,5           |                | 61,1           | 3,0            | 3,3            |                |                | 11,0           |
| 1967/68                                                                                  | Лейкерс         | 79               |                  | 26,0             | 48,6             |                  | 77,0             | 2,5              | 2,6              |                  |                  | 13,8             | 10             |                | 10,0           | 48,9           |                | 77,8           | 1,4            | 1,4            |                |                | 6,0            |
| 1968/69                                                                                  | Финикс          | 81               |                  | 40,0             | 41,1             |                  | 74,7             | 5,4              | 6,4              |                  |                  | 23,8             | Не участвовал  | Не участвовал  | Не участвовал  | Не участвовал  | Не участвовал  | Не участвовал  | Не участвовал  | Не участвовал  | Не участвовал  | Не участвовал  | Не участвовал  |
| 1969/70                                                                                  | Финикс          | 81               |                  | 39,9             | 45,4             |                  | 80,8             | 4,2              | 7,5              |                  |                  | 20,0             | 7              |                | 37,9           | 47,5           |                | 85,7           | 4,6            | 5,4            |                |                | 20,3           |
| 1970/71                                                                                  | Лейкерс         | 79               |                  | 35,5             | 47,5             |                  | 77,0             | 3,3              | 4,8              |                  |                  | 17,5             | 12             |                | 43,2           | 42,5           |                | 84,1           | 3,2            | 7,6            |                |                | 25,4           |
| 1971/72                                                                                  | Лейкерс         | 82               |                  | 37,1             | 48,7             |                  | 85,0             | 3,6              | 4,5              |                  |                  | 25,9             | 15             |                | 38,3           | 44,5           |                | 89,8           | 2,5            | 3,3            |                |                | 23,8           |
| 1972/73                                                                                  | Лейкерс         | 76               |                  | 35,5             | 46,4             |                  | 84,0             | 3,5              | 4,4              |                  |                  | 23,9             | 17             |                | 35,5           | 44,8           |                | 78,5           | 3,6            | 3,9            |                |                | 20,0           |
| 1973/74                                                                                  | Лейкерс         | 82               |                  | 37,3             | 44,2             |                  | 86,4             | 3,0              | 5,2              | 1,5              | 0,1              | 25,3             | 5              |                | 37,8           | 38,9           |                | 84,8           | 3,2            | 6,0            | 1,4            | 0,2            | 19,6           |
| 1974/75                                                                                  | Лейкерс         | 72               |                  | 37,1             | 45,9             |                  | 84,1             | 3,0              | 5,8              | 1,4              | 0,1              | 22,6             | Не участвовал  | Не участвовал  | Не участвовал  | Не участвовал  | Не участвовал  | Не участвовал  | Не участвовал  | Не участвовал  | Не участвовал  | Не участвовал  | Не участвовал  |
| 1975/76                                                                                  | Лейкерс         | 75               |                  | 35,3             | 44,1             |                  | 84,7             | 2,9              | 5,6              | 1,6              | 0,2              | 19,5             | Не участвовал  | Не участвовал  | Не участвовал  | Не участвовал  | Не участвовал  | Не участвовал  | Не участвовал  | Не участвовал  | Не участвовал  | Не участвовал  | Не участвовал  |
| 1976/77                                                                                  | Нью-Орлеан Джаз | 27               |                  | 22,6             | 44,6             |                  | 80,0             | 2,3              | 2,7              | 0,8              | 0,1              | 12,6             | Не участвовал  | Не участвовал  | Не участвовал  | Не участвовал  | Не участвовал  | Не участвовал  | Не участвовал  | Не участвовал  | Не участвовал  | Не участвовал  | Не участвовал  |
| 1977/78                                                                                  | Нью-Орлеан Джаз | 81               |                  | 31,5             | 49,5             |                  | 79,5             | 2,2              | 4,8              | 1,0              | 0,3              | 16,1             | Не участвовал  | Не участвовал  | Не участвовал  | Не участвовал  | Не участвовал  | Не участвовал  | Не участвовал  | Не участвовал  | Не участвовал  | Не участвовал  | Не участвовал  |
| 1978/79                                                                                  | Нью-Орлеан Джаз | 74               |                  | 28,8             | 44,9             |                  | 85,3             | 2,5              | 4,8              | 1,2              | 0,2              | 12,7             | Не участвовал  | Не участвовал  | Не участвовал  | Не участвовал  | Не участвовал  | Не участвовал  | Не участвовал  | Не участвовал  | Не участвовал  | Не участвовал  | Не участвовал  |
|                                                                                          | Всего           | 1031             |                  | 32,5             | 45,6             |                  | 80,7             | 3,2              | 4,7              | 1,3              | 0,2              | 18,6             | 80             |                | 32,8           | 44,2           |                | 81,9           | 3,1            | 4,2            | 1,4            | 0,2            | 18,1           |
| Наведите курсор мыши на аббревиатуры в заголовке таблицы, чтобы прочесть их расшифровку. |                 |                  |                  |                  |                  |                  |                  |                  |                  |                  |                  |                  |                |                |                |                |                |                |                |                |                |                |                |